# Неделя крестопоклонная
Неде́ля крестопокло́нная (греч. κυριακὴ τῆς Σταυροπροσκυνήσεως) — название третьей Недели (воскресенья) Великого поста, с которой начинается четвёртая седмица Великого поста, которая так же называется «Крестопоклонной».

## Богослужебное значение
Название «крестопоклонная» происходит от того, что молящиеся в храме совершают особое поклонение в эти дни «Честному и Животворящему Кресту Господню», с целью укрепления душевных сил верующих в середине Великого поста. Ради душевной радости канон Триоди должен начинаться с обычно пропускаемых пасхальных ирмосов «Воскресе́ния де́нь…!»
Значение изнесения (выноса) Креста и поклонение ему в Неделю и последующую седмицу разъясняется в Синаксари, в стихирах, в каноне и в богослужебных текстах. Великий пост для верующих православных христиан сравнивается с пребыванием евреев в пустыне: как тогда евреи (Ветхий Израиль) страдали от жажды в пустыни, а Моисей опустил дерево и сделал воды Мерры сладкими (Исх. 15:23), так и Православная церковь выносит на поклонение Животворящий Крест посредине Четыредесятницы, услаждает пост для верующих и насыщает духовную жажду православных христиан (Нового Израиля).

## Богослужебные особенности
Перед началом воскресного всенощного бдения, так же, как и накануне Воздвижения Креста Господня 14 (27) сентября и перед богослужением на Происхождение (изнесение) честных древ Животворящего Креста Господня 1 (14) августа, цветами украшается особый Крест, который священником полагается на жертвенник. После облачения диакон, испрашивает благословение на кадило и перед Честным Крестом произносит тихо Трисвятое по «Отче наш…». Затем алтарники тихо поют тропарь Воздвижению Креста глас 1-й:
Спаси́, Го́споди, лю́ди Твоя́, / и благослови́ достоя́ние Твое́, / побе́ды [Царе́м]* на сопроти́вныя да́руя, / и Твое́ сохраня́я Кресто́м Твои́м жи́тельство.
Σῶσον Κύριε τὸν λαόν σου καὶ εὐλόγησον τὴν κληρονομίαν σου, νίκας τοῖς Βασιλεῦσι κατὰ βαρβάρων δωρούμενος καὶ τὸ σὸν φυλάττων διὰ τοῦ Σταυροῦ σου πολίτευμα.
```
*Крест — символ 
царя Константина
, 
царицы Елены
 и других православных царей. После 
революции 1917 года
 упоминание царей в этом тропаре прекратилось, но в 
Зарубежной церкви
 вместо прежних слов появилась вставка «
…правосла́вным христиа́ном…
», пока не утверждённая 
священноначалием
 
Русской православной церкви
.
```

- «Сла́ва… и ны́не…», кондак глас 4-й:

Вознесы́йся на Крест во́лею, тезоимени́тому Твоему́ но́вому жи́тельству щедро́ты Твоя́ да́руй, Христе́ Боже, возвесели́ нас си́лою Твое́ю, побе́ды дая́ нам на сопоста́ты, посо́бие иму́щим Твое oру́жие ми́ра, непобеди́мую побе́ду.
Ὁ ὑψωθεὶς ἐν τῷ Σταυρῷ ἑκουσίως, τῇ ἐπωνύμῳ σου καινῇ πολιτείᾳ, τοὺς οἰκτιρμούς σου δώρησαι, Χριστὲ ὁ Θεός. Εὔφρανον ἐν τῇ δυνάμει σου, τοὺς πιστοὺς Βασιλεῖς ἡμῶν, νίκας χορηγῶν αὐτοῖς, κατὰ τῶν πολεμίων· τὴν συμμαχίαν ἔχοιεν τὴν σήν, ὅπλον εἰρήνης, ἀήττητον τρόπαιον.
При этом, в сопровождении двух свещеносцев и диакона, иерей на главе переносит Крест на Престол и полагает поверх антиминса, завёрнутого в илитон — на место Евангелия, а Евангелие заранее поставляет справа от дарохранительницы (как на Литургии). Перед Крестом ставится зажжённая свеча.
В церковном богослужении этого дня к обычным воскресным песнопениям Октоиха добавляются молитвословия Триоди постной, в которых славится Крест Христов. Также в этот день может употребляться и Минея, если случится предпразднство Благовещения, само Благовещение, или его отдание, а также престольный праздник, бденный или полиелейный святой. Богослужения других святых с этого дня должны переноситься на повечерие одного из будничных дней святой Четыредеся́тницы.
Богослужение Недели крестопоклонной в Типиконе сравнивается с Неделей Торжества православия:
- Все песнопения малой вечерни только из Триоди (Октоих не используется, что в воскресный день типично только для Господских праздников).
- Тропарём праздника является тропарь Воздвижения «Спаси́, Го́споди, лю́ди Твоя́…». Это молитвословие является тропарём среды и пятницы, а также произносится в конце Молитв утренних.
- В великой вечерне на «Го́споди воззва́х…» поются: 6 воскресных стихир, 4 стихиры Кресту из Триоди глас 5-й[5], «Сла́ва…», стихира Триоди глас 3-й: «Христе́ Бо́же наш, / во́льное распя́тие во о́бщее воскресе́ние ро́да челове́ческаго Восприе́мый…», «И ны́не…», догматик Октоиха.
- В начале литии — стихира храма, «Сла́ва… и ны́не…», стихира Триоди глас 5-й: «Зря́щи Тя тварь вся на Кресте́ на́га ви́сяща…».
- Стиховны — 4 обычные стихиры Октоиха с воскресными запевами, «Сла́ва… и ны́не…», стихира Триоди глас 4-й: «Пособи́вый, Го́споди, кро́ткому Дави́ду…».

Далее продолжается всенощное бдение, как обычное воскресное, за исключением:
- По «Бог Госпо́дь…» дважды поётся воскресный тропарь, «Сла́ва…», «Спаси́, Го́споди, лю́ди Твоя́…», «И ны́не…», богородичен воскресный по гласу Славы: «Гаврии́лу веща́вшу Тебе́, Де́во, ра́дуйся…».
- По монастырскому Уставу должны петься непорочны (полиелей только в храме в честь Креста), но в современной приходской практике сокращённый полиелей совершается в алтаре.
- Так же, как в Неделю о мытаре и фарисее, после чтения Евангелия — «Воскресение Христово видевше…», псалом 50: «Поми́луй мя Бо́же…», и особые покаянные песни[6] глас 8-й: «Покая́ния отве́рзи ми две́ри, Жизнода́вче…».
- После первой молитвы литии «Спаси́ Бо́же лю́ди твоя́…», 12-ти раз «Господи помилуй» и возгласа священника «Ми́лостию и щедро́тами…», затворяются царские врата — елеопомазание только после выноса Креста.
- В каждой песни канона: 4 воскресных тропаря, 2 — богородичных из Октоиха, 8 — из Триоди (по смыслу — крестовоскресных), глас 1-й с запевом «Сла́ва Тебе́, Бо́же наш, сла́ва Тебе́!» и катавасия Триоди «Боже́ственнейший прообрази́ дре́вле Моисе́й…».
- По третьей песни седальны Триоди глас 6-й.
- По шестой:

|        | На греческом | На церковнославянском (транслитерация) | На русском |
| ------ | --- | --- | --- |
| кондак | Ἦχος πλ. β' Οὐκέτι φλογίνη ῥομφαία φυλάττει τὴν πύλην τῆς Ἐδέμ· αὐτῇ γὰρ ἐπῆλθε παράδοξος σβέσις τὸ ξύλον τοῦ Σταυροῦ, θανάτου τὸ κέντρον, καὶ ᾍδου τὸ νῖκος ἐλήλαται, ἐπέστης δὲ Σωτήρ μου βοῶν τοῖς ἐν ᾍδῃ· Εἰσάγεσθε πάλιν εἰς τὸν Παράδεισον. | глас 7-й Не́ ктому́ пла́менное ору́жие храни́т вра́т Еде́мских: на ты́я бо на́йде пресла́вный соу́з Дре́во кре́стное, сме́ртное жа́ло, и а́дова побе́да прогна́ся. Предста́л бо еси́ Спа́се мой, вопи́я су́щим во́ а́де: вни́дите па́ки в ра́й. | глас 7-й Уже пламенный меч не охраняет врат Эдема, ибо он чудесно связан древом Креста. Изгнаны жало смерти и победа ада, и Ты, Спаситель мой, предстал, взывая во аде пребывавшим: «Войдите снова в рай!» |
| икос   | Τρεῖς σταυροὺς ἐπήξατο ἐν Γολγοθᾶ ὁ Πιλᾶτος, δύο τοῖς λῃστεύσασι, καὶ ἕνα τοῦ Ζωοδότου, ὃν εἶδεν ὁ ᾍδης, καὶ εἶπε τοῖς κάτω· Ὦ λειτουργοί μου καὶ δυνάμεις μου τίς ὁ ἐμπήξας ἧλον τῇ καρδίᾳ μου; ξυλίνῃ με λόγχῃ ἐκέντησεν ἄφνω καὶ διαρρήσομαι, τὰ ἔνδον μου πονῶ, τὴν κοιλίαν μου ἀλγῶ, τὰ αἰσθητήριά μου, μαιμάσσει τὸ πνεῦμά μου, καὶ ἀναγκάζομαι ἐξερεύξασθαι τὸν Ἀδὰμ καὶ τοὺς ἐξ Ἀδάμ, ξύλῳ δοθέντας μοι· ξύλον γὰρ τούτους εἰσάγει πάλιν εἰς τὸν Παράδεισον. | Три́ кресты́ водрузи́ на Голго́фе Пила́т, два́ разбо́йников, и еди́н Жизнода́вца. Его́же ви́де ад, и рече́ су́щим до́ле: о слуги́ мои́, и си́лы моя́! Кто водрузи́в гво́здие в се́рдце мое́, древяны́м мя копие́м внеза́пу прободе́? И растерза́юся, вну́тренними мои́ми болю́, утро́бою уязвля́юся, чу́вства моя́ смуща́ют ду́х мо́й, и понужда́ются изрыга́ти Ада́ма, и су́щия от Ада́ма, дре́вом да́нныя ми: Дре́во бо си́я вво́дит па́ки в ра́й. | Три креста водрузил на Голгофе Пилат: два — разбойникам, и один — жизни Подателю. Его увидел ад и обратился к находившимся в преисподней: «О служители мои и воинства мои! Кто Он, вонзивший гвоздь в сердце моё? Деревянным копьём Он пронзил меня внезапно, и скоро буду я расторгнут! Внутренности мои болят, чрево моё страдает, чувства мои дух мой томят, и понуждаем я извергнуть Адама и тех, кто от Адама, из-за древа преданных мне. Ведь это Древо их вводит снова в рай!» |

Воскресные кондак с икосом отменяются.
- По девятой — ексапостиларий евангельский, «Сла́ва…», светилен Триоди глас 1-й: «Крест Христо́в честны́й / днесь предложе́нный ви́девше поклони́мся…», «И ны́не…», богородичен Триоди: «Дре́ву, на не́мже Всечи́стая, / пречи́стеи дла́ни о нас простре́, / пригвозди́выйся Сын Твой…».
- На хвалитех — 4 стихиры Октоиха, 5 стихир Триоди — запевы к стихирам воскресные и два дополнительных «Возноси́те Го́спода Бо́га на́шего, и покланя́йтеся подно́жию но́гу Его́, / я́ко свя́то есть» (Пс. 98:5) и «Бог же Царь наш пре́жде ве́ка, / соде́ла спасе́ние посреде́ земли́.» (Пс. 73:12), «Сла́ва…», повторяется последняя стихира Триоди глас 8-й: «Высокому́драго ра́зума злых фарисе́ев, / всех Госпо́дь при́тчею убежа́ти сего́ научи́…», «И ны́не…», «Преблагослове́нна еси́…». В это время предстоятель облачается (без произнесения соответствующих молитв) во все священнические облачения.

### Вынос Креста и поклонение Ему
Во время великого славословия священник в предшествии диакона с зажжённой свечой трижды кадит вокруг Престола, на котором лежит святой Крест.
- По окончании славословия священник отдает кадило диакону, делает 3 земных поклона перед Престолом и во время пения особым напевом последнего «Святы́й Бо́же…» поднимает Крест на свою голову, обходит Престол с южной стороны, несёт Крест через Горнее место, выходит из алтаря северной дверью вслед за диаконом, несущим кадило и свечу. Вдоль стен храма с внутренней стороны круговое шествие с Крестом образует Крестный ход (по направлению, противоположному движению Солнца). Подойдя к отверстым царским вратам, священник возглашает: «Прему́дрость, про́сти».
- Хор поет: «Спаси́, Го́споди, лю́ди Твоя́…». Крест полагается на аналое посреди храма, священник совершает вокруг него троекратное каждение и после трижды поет:

Кресту́ Твоему́ покланя́емся, Влады́ко, / и свято́е Воскресе́ние Твое́ сла́вим.
После каждого раза все молящиеся в храме совершают земной поклон, затем проходят к центральному аналою, целуют Крест и подходят к священнику для принятия елеопомазания.
- Хор трижды повторяет: «Кресту́ Твоему́ покланя́емся, Влады́ко…», а затем самогласные стихиры:

|         | На греческом | На церковнославянском (транслитерация) | На русском |
| ------- | --- | --- | --- |
| стихира | Ἦχος β' Δεῦτε πιστοὶ τὸ ζωοποιὸν Ξύλον προσκυνήσωμεν, ἐν ᾧ Χριστὸς ὁ Βασιλεὺς τῆς δόξης ἑκουσίως χεῖρας ἐκτείνας ὕψωσεν ἡμᾶς εἰς τὴν ἀρχαίαν μακαριότητα, οὓς πρὶν ὁ ἐχθρός, δι΄ ἡδονῆς συλήσας, ἐξορίστους Θεοῦ πεποίηκε. Δεῦτε πιστοὶ Ξύλον προσκυνήσωμεν, δι' οὗ ἠξιώθημεν, τῶν ἀοράτων ἐχθρῶν συντρίβειν τὰς κάρας. Δεῦτε πᾶσαι αἱ πατριαὶ τῶν ἐθνῶν τὸν Σταυρὸν τοῦ Κυρίου ὕμνοις τιμήσωμεν. Χαίροις Σταυρὲ τοῦ πεσόντος Ἀδὰμ ἡ τελεία λύτρωσις, ἐν σοὶ οἱ πιστότατοι Βασιλεῖς ἡμῶν καυχῶνται ὡς τῇ σῇ δυνάμει, Ἰσμαηλίτην λαόν, κραταιῶς ὑποτάττοντες. Σὲ νῦν μετὰ φόβου, Χριστιανοὶ ἀσπαζόμεθα, καὶ τὸν ἐν σοὶ προσπαγέντα Θεὸν δοξάζομεν λέγοντες· Κύριε ὁ ἐν αὐτῷ προσπαγείς, ἐλέησον ἡμᾶς ὡς ἀγαθὸς καὶ φιλάνθρωπος. | глас 2-й Прииди́те ве́рнии, животворя́щему Дре́ву поклони́мся, на не́мже Христо́с Царь сла́вы во́лею ру́це распросте́р, вознесе́ на́с на пе́рвое блаже́нство, и́хже пре́жде сла́стию укра́д вра́г, изгна́ны от Бо́га сотвори́. Прииди́те ве́рнии, Дре́ву поклони́мся, и́мже сподо́бихомся неви́димых вра́г сокруши́ти главы́. Прииди́те вся́ оте́чествия язы́к, Кре́ст Госпо́день пе́сньми почти́м: ра́дуйся Кре́сте, па́дшаго Ада́ма соверше́нное изба́вление! О тебе́ ве́рнии ца́рие на́ши хва́лятся, я́ко твое́ю си́лою исма́ильтеския лю́ди держа́вно покаря́ющии. Тебе́ ны́не со стра́хом христиа́не целу́ем: на тебе́ пригвозди́вшагося Бо́га сла́вим, глаго́люще: Го́споди на том пригвозди́выйся поми́луй на́с, я́ко Бла́г и Человеколю́бец. | глас 2-й Придите, верные, животворящему Древу поклонимся, на котором Христос, Царь славы, добровольно руки распростёр и возвысил к прежнему блаженству нас, которых враг, услаждением ограбив, соделал изгнанными от Бога. Придите, верные, поклонимся Древу, благодаря которому мы удостоились сокрушать головы невидимых врагов. Придите, все племена народов, Крест Господень песнопениями почтим. Радуйся Крест, падшего Адама совершённое искупление! Тобою вернейшие цари наши хвалятся, ибо они твоею силою народ измаильтян могущественно покоряют. Ныне тебя со страхом целуя, мы, христиане, славим пригвождённого на тебе Бога, возглашая: «Распятый на нём, Господи, помилуй нас, как благой и Человеколюбец!» |

Глас 8: Днесь Влады́ка тва́ри, и Госпо́дь сла́вы, / на Кресте́ пригвожда́ется и в ре́бра пробода́ется, / же́лчи и о́цта вкуша́ет, сла́дость церко́вная, / венце́м от те́рния облага́ется, / покрыва́яй не́бо о́блаки, / оде́ждею облачи́тся поруга́ния, / и зауша́ется бре́нною руко́ю, / руко́ю созда́вый челове́ка. / По плеще́ма бие́н быва́ет, / одева́яй не́бо о́блаки. / Заплева́ния и ра́ны прие́млет, / поноше́ния и зауше́ния, / и вся терпи́т мене́ ра́ди осужде́ннаго, / Изба́витель мой и Бог, / да спасе́т мир от пре́лести, я́ко благоутро́бен.
Слава… Днесь неприкоснове́нный существо́м, / прикоснове́н мне быва́ет, / и стра́ждет стра́сти, / свобожда́яй мя от страсте́й. / Свет подава́яй слепы́м, / от беззако́нных усте́н оплева́ется, / и дае́т плещи́ за плене́нныя на ра́ны. / Сего́ Чи́стая Де́ва и Ма́ти на Кресте́ зря́щи, / боле́зненно веща́ше: / увы́ мне Ча́до Мое́, / что сие́ сотвори́л еси́? / Кра́сный добро́тою па́че всех челове́к, / бездыха́нный, беззра́чный явля́ешися, / не име́я ви́да, ниже́ добро́ты. / Увы́ Мне Мой Све́те! / Не могу́ спя́ща зре́ти Тя, / утро́бою уязвля́юся, / и лю́тое ору́жие се́рдце Мое́ прохо́дит. / Воспева́ю Твоя́ стра́сти, / покланя́юся благоутро́бию Твоему́, / Долготерпели́ве сла́ва Тебе́.

И ныне… Днесь проро́ческое испо́лнися сло́во, / се бо покланя́емся на ме́сто, / иде́же стоя́сте но́зе Твои́, Го́споди, / и Дре́ва спасе́ния вкуси́вше, / грехо́вных страсте́й свобо́ду улучи́хом, / моли́твами Богоро́дицы, еди́не Человеколю́бче.
- Затем диакон произносит сугубую ектению: «Поми́луй нас, Бо́же…».
- По отпусте — евангельская стихира.
- На всех часах — тропарь воскресный, «Сла́ва…», «Спаси́, Го́споди, лю́ди Твоя́…»; кондак Триоди: «Не ктому́ пла́менное ору́жие храни́т врат Еде́мских…»

### На Литургии Василия Великого
- «Блаженны»: 6 из Октоиха и 4 тропаря третьей песни (так указано в Триоди, а в Типиконе — шестая песнь) канона Триоди.
- По входе: тропарь воскресный, «Спаси́, Го́споди, лю́ди Твоя́…», «Сла́ва… и ны́не…», «Не ктому́ пла́менное ору́жие храни́т врат Еде́мских…».
- Вместо Трисвятого: «Кресту́ Твоему́ покланя́емся, Влады́ко, / и свято́е Воскресе́ние Твое́ сла́вим.»
- Прокимен, глас 6-й «Спаси́, Го́споди, лю́ди Твоя́, / и благослови́ достоя́ние Твое́» — Пс. 27:9[10]. Стих: «К Тебе́, Го́споди, воззову́, Бо́же мой, да не премолчи́ши от мене́.» — Пс. 27:1.
- Апостол к Евреем, зачало 311-е: «Бра́тие, иму́ще у́бо Архиере́а вели́ка…» (Евр. 4:14–5:6).
- Аллилуиарий глас 1-й: «Помяни́ сонм Твой, его́же стяжа́л еси́ испе́рва.» — Пс. 73:2. Стих: «Бог же Царь наш пре́жде ве́ка, соде́ла спасе́ние посреде́ земли́» — Пс. 73:12.
- Евангелие от Марка зачало 37-е: «Рече́ Госпо́дь: и́же хо́щет по Мне ити́, да отве́ржется себе́, и во́змет крест свой…» — Мк. 8:34–9:1
- Вместо «Достойно есть…» поётся «О Тебе радуется…»[11].
- Причастен: «Зна́менася на нас свет лица́ Твоего́, Го́споди.» — Пс. 4:4 (воскресный не поётся, хотя Октоих используется).

### Отличия следующих седмичных дней
В Крестопоклонную неделю и следующую седмицу 4 раза совершается особое поклонение Кресту: в воскресенье на утрени (рассмотренное выше), и аналогично ему в понедельник и в среду (на Первом часе), а также в пятницу (после отпуста Изобразительных).
В понедельник и в среду на Первом часе священник из алтаря через северную диаконскую дверь выходит на солею, становится на амвон перед царскими вратами и с земными поклонами возглашает тропарь первого часа глас 6-й:
Зау́тра услы́ши глас мой, Царю́ мой и Бо́же мой.
 Глаго́лы моя́ внуши́, Го́споди, разуме́й зва́ние мое́.
 Я́ко к Тебе́ помолю́ся, Го́споди.
 Сла́ва Отцу́ и Сы́ну и Свято́му Ду́ху.
- Чтец: «И ны́не…», богородичен Первого часа: «Что Тя нарече́м, о Благода́тная: Не́бо…».
- Священник через южную диаконскую дверь входит в алтарь, облачается фелонь, включает электрическое паникадило (не во всех храмах), отверзает царские врата, выходит через них с диаконом на средину храма, трижды с четырёх сторон кадит Крест на центральном аналое. Чтобы не возникало при этом гнетущего молчания, хор в это время трижды поёт тропарь Кресту, как на утрене после славословия, хотя Типикон не даёт основания такой практики.
- Затем вместо стихов Первого часа: «Стопы́ моя́ напра́ви по словеси́ Твоему́…» трижды поётся «Кресту́ Твоему́ поклоня́емся, Влады́ко, и Свято́е Воскре́сение Твое́ сла́вим» с совершением земных поклонов. За ними из Триоди постной — стихиры на поклонения Кресту (те же самые, что пелись во время поклонения Кресту на утрене): «Прииди́те ве́рнии…», во время которых молящиеся по очереди, начиная со священства, монахов, мужчин, а затем женщин, подходят и целуют лежащий на аналое Крест.
- На всех часах и на изобразительных по «Отче наш…» произносится кондак Кресту: «Не ктому́ пла́менное ору́жие храни́т врат Еде́мских…»

Среда Крестопоклонной седмицы называется в Типиконе Средопо́стной, а также Преполове́ние поста, потому что это середина Великого Поста, об этом говорится и в богослужении, например, в стиховной стихире на утрени: «Преполови́вше пучи́ну возде́ржания…». В богослужебном Уставе подчёркивается, что этот день не является праздничным: «в сию́ средопо́стную сре́ду, на трапе́зе не досто́ит разреша́ти на еле́й и вино́, я́ко па́че де́нь пла́ча есть, а не ра́дости». С этого дня и до конца поста на Литургии преждеосвященных Даров после ектении об оглашенных добавляются прошения о готовящихся «ко просвещению». В среду и в пятницу богослужение только по Триоди (каноны святых Минеи выносятся на повечерия).
В пятницу Крестопоклонной седмицы Типикон назначает такую же службу, как и в среду, но составители Триоди не написали стихир Кресту на «Го́споди воззва́х»… Ежегодные Богослужебные указания предлагают петь стихиры из Минеи святому этого дня (отправляя на повечерие канон и другие оставшиеся молитвословия этого святого). Однако современный литургист А. С. Кашкин советует брать стихиры Кресту со вторника вечера. В отличие от среды, в пятницу на утрене имеется полный канон Кресту (помимо двух трипеснцев), но отсутствует светилен Креста. В этот же день совершается последнее особое поклонение Кресту на Крестопоклонной седмице:
- После того как отслужат Изобразительны, священник совершает отпуст,
- затем совершается сход духовенства на средину храма,
- трижды поётся тропарь «Спаси́, Го́споди, лю́ди Твоя́…», каждение Креста,
- «Кресту́ Твоему́ поклоня́емся, Влады́ко, и Свято́е Воскре́сение Твое́ сла́вим», троекратное поклонение Кресту,
- клирос поёт стихиры Кресту, а священник целует Крест, берёт Его на главу и через царские врата несёт в алтарь,
- на амвоне иерей останавливается, поворачивается к народу, осеняет его Крестом, и вносит Крест в алтарь, полагая Крест на Престол поверх антиминса,
- берёт у диакона кадило и кадит Престол с Крестом с четырёх сторон,
- царские врата затворяются, Крест передаётся пономарям, которые уносят Его в ризницу,
- священник берёт Евангелие и, творя им крест поверх антиминса, произносит начальный возглас Литургии преждеосвященных Даров: «Благослове́нно Ца́рство Отца́, и Сы́на, и Свята́го Ду́ха, ны́не и при́сно, и во ве́ки веко́в!»,
- следует вечерня. На место Креста поверх центрального аналоя полагается икона Иисуса в терновом венце, или святцы.

## Славянские традиции
В среду этой недели отмечалось окончание половины Великого поста и у деревенской детворы был небольшой праздник, связанный с обходным обрядом, во время которого их одаривали крестообразным постным печеньем.
В воскресенье на четвёртой неделе (седмице) Великого Поста в храмах совершается поклонение Честному и Животворящему Кресту Господню, поэтому в народе эту неделю называли «Крестовой», «Солдохресной», а среду — «средокрестьем». На ночь со среды на четверг приходится середина поста, что придало большое значение этому дню, получившему в народе также название «Средопостие», «Средокрестье». Рассказывали, что в эту ночь пост переламывается пополам и, если не спать, можно услышать в переднем углу происходящий от этого хруст.
На этой неделе пекли пироги в виде креста, которые так и называли — «кресты», а также в виде сельскохозяйственных орудий — сохи, плуга, бороны, косы. Часть «крестов» селяне хранили до весенних посевов — их клали в сеялку к посевным семенам.
В некоторых местах хозяйки в кресты что-либо запекали, и затем во время семейного застолья смотрели: кому с какой начинкой достанется пирог. Считалось, если доставался уголёк — к печали, хлебные зёрна — к доброму урожаю, лучина — к смерти, чаинка — к нечаянной жизни, кусочек кирпича — к плохому жилью, овсяное зёрнышко — к благополучию, монета — к богатству.
Преполовение Великого поста часто понималось как его символический перелом. Представление о переходном значении Средопостия нашло различное выражение в обрядах, магии и фольклоре восточных и западных славян.
На Руси говорили, что будто бы в среду на этой неделе «переламывается» пост в переднем углу. Няни и бабушки, забавляя детей, садились в передний угол, за стол, и стучали под лавкой. Они уверяли детей, будто этот стук происходит от «ломанья» поста. Говорили, что с этого дня щука разбивает хвостом лёд.